# Ephedra altissima
Ephedra altissima är en kärlväxtart som beskrevs av René Louiche Desfontaines. Ephedra altissima ingår i släktet efedraväxter, och familjen Ephedraceae. Inga underarter finns listade i Catalogue of Life.

## Bildgalleri

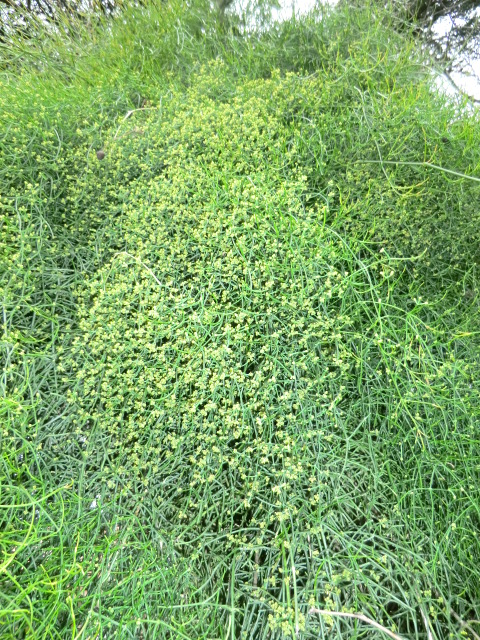